# 克拉佐美纳伊
克拉佐美纳伊是一座古希腊城邦，位于伊奥尼亚爱琴海沿岸（今土耳其伊兹密尔省伊兹密尔附近），伊奥尼亚联盟城邦之一，也是世界上最早发行银币的地方之一。
38°21′29″N 26°46′03″E / 38.35817°N 26.76758°E